# Rayan Aït-Nouri
Rayan Aït-Nouri, né le 6 juin 2001 à Montreuil en France, est un footballeur international algérien qui évolue au poste d'arrière gauche à Manchester City.

## Biographie

### En club

#### Enfance et formation (2001-2018)
Né à Montreuil de parents originaires de Tazmalt, dans la wilaya de Béjaïa, en Algérie, Rayan Aït-Nouri passe par les équipes de jeunes du Paris FC. Il rejoint Angers SCO en 2016, où il entame sa formation. Le 14 février 2018, il signe son premier contrat professionnel avec Angers, alors qu'il est âgé de 16 ans.

#### Angers SCO (2018-2020)
Aït-Nouri réalise sa première apparition en professionnel le 25 août 2018, lors de la troisième journée de la saison 2018-2019 de Ligue 1, alors que son équipe se déplace sur la pelouse du Paris SG. Il entre en jeu à la place de Pierrick Capelle ce jour-là, et son équipe s'incline sur le score de trois buts à un. Il ne fait que deux autres apparitions cette saison là, en championnat.
Rayan Aït-Nouri commence la saison 2019-2020 en tant que titulaire sur le côté gauche de la défense angevine. Il se fait remarquer dès la première journée du championnat, le 10 août 2019 face aux Girondins de Bordeaux, en délivrant une passe décisive pour Mathias Pereira Lage. Ce jour-là, Angers s'impose sur le score de trois buts à un. Il est très vite considéré comme l'une des révélations de la saison. Le 11 janvier 2020, il subit un coup d'arrêt dans sa progression à la suite d'un duel avec le Niçois Hicham Boudaoui et se blesse sérieusement à la mâchoire, ce qui l'éloigne des terrains pendant plusieurs mois.
Aït-Nouri prolonge son contrat avec le SCO le 11 mai 2020 pour deux saisons supplémentaires, étant ainsi lié au club jusqu'en 2023.

#### Wolverhampton (2020-2025)
Le 4 octobre 2020 Rayan Aït-Nouri rejoint le Wolverhampton Wanderers FC sous forme de prêt d'une saison avec option d'achat,. Il marque le premier but de sa carrière lors de son premier match avec les Wolves le 30 octobre 2020, avec qui il fait également ses premiers pas en Premier League, contre Crystal Palace. Titulaire au poste d'arrière gauche dans une défense à cinq, il ouvre le score d'une volée parfaitement exécutée et son équipe s'impose finalement par deux buts à zéro. Cette réalisation fait de lui le plus jeune français à marquer un but pour ses débuts en Premier League et le plus jeune joueur de Wolverhampton à inscrire un but dans l'élite du football anglais.
Début juillet 2021, Aït-Nouri est transféré définitivement dans le club anglais de Wolverhampton et signe un contrat de cinq ans. Alors que l'option d'achat était estimée à 22M€, le coût du transfert s'élève à 11,6 millions d'euros, avec un pourcentage à la revente pour le club angevin, en proie à des difficultés financières à la fin de la saison 2020-2021.
Le 15 mai 2022, Aït-Nouri est l'auteur d'un nouveau but avec Wolverhampton, étant l'auteur du but égalisateur de son équipe en championnat face à Norwich City (1-1 score final).

#### Manchester City (depuis 2025)
Le 9 juin 2025, Aït-Nouri rejoint Manchester City en provenance de Wolverhampton.

### En sélection

#### Avec les équipes de France jeunes
Rayan Aït-Nouri reçoit dix sélections avec l'équipe de France des moins de 18 ans, lors de matchs amicaux. Il joue également, en novembre 2018, deux rencontres rentrant dans le cadre des éliminatoires du championnat d'Europe des moins de 19 ans 2019, contre Malte (victoire 1-0), et la Lituanie (victoire 7-0). Il s'agit de ses deux seules apparitions avec les moins de 19 ans.
Aït-Nouri fête sa première sélection avec l'équipe de France espoirs le 5 septembre 2019, face à l'Albanie, en entrant en jeu à la place de Nicolas Cozza. La France s'impose sur le score de quatre buts à zéro ce jour-là. Aït-Nouri est titulaire lors de la rencontre suivante, le 9 septembre, face à la Tchéquie. Il se distingue ce jour-là en délivrant une passe décisive pour Bryan Mbeumo, et participe ainsi à la victoire des siens par trois buts à un,.

#### Avec l'Algérie
En janvier 2023, Rayan Aït-Nouri fait le choix de représenter l'équipe nationale d'Algérie, il avait jusqu'ici uniquement joué avec la France dans les sélections de jeunes. En mars 2023, il est convoqué pour la première fois avec l'équipe nationale d'Algérie par le sélectionneur Djamel Belmadi. Il honore sa première sélection avec l'Algérie le 23 mars 2023 contre le Niger. Il est titulaire et son équipe s'impose ce jour-là (2-1). Le 29 décembre 2023, il est retenu dans la liste des vingt-sept joueurs algériens sélectionnés par Djamel Belmadi pour disputer la Coupe d'Afrique des nations 2023.

## Statistiques

### En club
| Saison                | Club                    | Championnat           | Championnat | Championnat | Championnat | Coupe nationale | Coupe nationale | Coupe nationale | Coupe de la Ligue | Coupe de la Ligue | Coupe de la Ligue | Compétition(s) continentale(s) | Compétition(s) continentale(s) | Compétition(s) continentale(s) | Compétition(s) continentale(s) | Autres compétitions | Autres compétitions | Autres compétitions | Autres compétitions | Total | Total | Total |
| Saison                | Club                    | Division              | M.          | B.          | P.d.        | M.              | B.              | P.d.            | M.                | B.                | P.d.              | Comp.                          | M.                             | B.                             | P.d.                           | Comp.               | M.                  | B.                  | P.d.                | M.    | B.    | P.d.  |
| 2017-2018             | Angers SCO              | Ligue 1               | 0           | 0           | 0           | -               | -               | -               | -                 | -                 | -                 | -                              | -                              | -                              | -                              | -                   | -                   | -                   | -                   | 0     | 0     | 0     |
| 2018-2019             | Angers SCO              | Ligue 1               | 3           | 0           | 1           | -               | -               | -               | -                 | -                 | -                 | -                              | -                              | -                              | -                              | -                   | -                   | -                   | -                   | 3     | 0     | 1     |
| 2019-2020             | Angers SCO              | Ligue 1               | 17          | 0           | 3           | -               | -               | -               | -                 | -                 | -                 | -                              | -                              | -                              | -                              | -                   | -                   | -                   | -                   | 17    | 0     | 3     |
| 2020-2021             | Angers SCO              | Ligue 1               | 3           | 0           | 0           | -               | -               | -               | -                 | -                 | -                 | -                              | -                              | -                              | -                              | -                   | -                   | -                   | -                   | 3     | 0     | 0     |
| Sous-total            | Sous-total              | Sous-total            | 23          | 0           | 4           | -               | -               | -               | -                 | -                 | -                 | -                              | -                              | -                              | -                              | -                   | -                   | -                   | -                   | 23    | 0     | 4     |
| 2020-2021             | Wolverhampton FC (prêt) | Premier League        | 21          | 1           | 1           | 3               | 0               | 0               | -                 | -                 | -                 | -                              | -                              | -                              | -                              | -                   | -                   | -                   | -                   | 24    | 1     | 1     |
| 2021-2022             | Wolverhampton FC        | Premier League        | 23          | 1           | 2           | 2               | 0               | 1               | 2                 | 0                 | 1                 | -                              | -                              | -                              | -                              | -                   | -                   | -                   | -                   | 27    | 1     | 4     |
| 2022-2023             | Wolverhampton FC        | Premier League        | 21          | 1           | 0           | 2               | 0               | 0               | 4                 | 1                 | 1                 | -                              | -                              | -                              | -                              | -                   | -                   | -                   | -                   | 27    | 2     | 1     |
| 2023-2024             | Wolverhampton FC        | Premier League        | 33          | 2           | 1           | 3               | 1               | 1               | 2                 | 0                 | 0                 | -                              | -                              | -                              | -                              | -                   | -                   | -                   | -                   | 38    | 3     | 2     |
| 2024-2025             | Wolverhampton FC        | Premier League        | 37          | 4           | 7           | 3               | 1               | 0               | 1                 | 0                 | 0                 | -                              | -                              | -                              | -                              | -                   | -                   | -                   | -                   | 41    | 5     | 7     |
| Sous-total            | Sous-total              | Sous-total            | 135         | 9           | 11          | 13              | 2               | 2               | 9                 | 1                 | 2                 | -                              | -                              | -                              | -                              | -                   | -                   | -                   | -                   | 157   | 12    | 15    |
| 2025-2026             | Manchester City         | Premier League        | 1           | 0           | 0           | -               | -               | -               | -                 | -                 | -                 | C1                             | -                              | -                              | -                              | CMC                 | 3                   | 0                   | 1                   | 4     | 0     | 1     |
| Total sur la carrière | Total sur la carrière   | Total sur la carrière | 159         | 9           | 15          | 13              | 2               | 2               | 9                 | 1                 | 2                 | -                              | -                              | -                              | -                              | -                   | 3                   | 0                   | 1                   | 184   | 12    | 20    |

### En sélection nationale
| Saison                | Sélection             | Phases finales        | Phases finales | Phases finales | Phases finales | Éliminatoires CDM | Éliminatoires CDM | Éliminatoires CDM | Éliminatoires CAN | Éliminatoires CAN | Éliminatoires CAN | Matchs amicaux | Matchs amicaux | Matchs amicaux | Total | Total | Total |
| Saison                | Sélection             | Compétition           | M              | B              | Pd             | M                 | B                 | Pd                | M                 | B                 | Pd                | M              | B              | Pd             | M     | B     | Pd    |
| --------------------- | --------------------- | --------------------- | -------------- | -------------- | -------------- | ----------------- | ----------------- | ----------------- | ----------------- | ----------------- | ----------------- | -------------- | -------------- | -------------- | ----- | ----- | ----- |
| 2022-2023             | Algérie               | -                     | -              | -              | -              | -                 | -                 | -                 | 1                 | 0                 | 0                 | -              | -              | -              | 1     | 0     | 0     |
| 2023-2024             | Algérie               | CAN 2023              | 3              | 0              | 0              | 3                 | 0                 | 0                 | 1                 | 0                 | 0                 | 5              | 0              | 0              | 12    | 0     | 0     |
| 2024-2025             | Algérie               | -                     | -              | -              | -              | 2                 | 0                 | 0                 | 3                 | 0                 | 0                 | 1              | 0              | 0              | 6     | 0     | 0     |
| Total sur la carrière | Total sur la carrière | Total sur la carrière | 3              | 0              | 0              | 5                 | 0                 | 0                 | 5                 | 0                 | 0                 | 6              | 0              | 0              | 19    | 0     | 0     |

#### Matchs internationaux
Le tableau suivant liste les rencontres de l'équipe d'Algérie dans lesquelles Rayan Aït-Nouri a été sélectionné depuis le 23 mars 2023 jusqu'à présent.